# Barbara Beretta
Pour les articles homonymes, voir Beretta (homonymie).
Barbara Beretta est une actrice et directrice artistique française.
Particulièrement active dans le doublage, elle est connue pour être entre autres la voix française régulière de Bryce Dallas Howard, Sara Canning, Olivia Wilde, Cara Buono, Katheryn Winnick,, (dont Bones et Vikings) et June Diane Raphael, ainsi qu'une des voix de Gemma Arterton, Kate Micucci, Lindsay Lohan, Kristen Wiig, Jaime King et Laura Vandervoort,.
Dans l'animation, elle a notamment interprété Tomie Katana dans Lastman ou encore Lou dans Dofus : Aux trésors de Kerubim. Habituée des productions DC Comics, elle double régulièrement Black Canary et Jinx dans la plupart de leurs apparitions ainsi que de façon occasionnelle Wonder Woman depuis 2016. Elle est également la voix de Gwen Tennyson dans les séries Ben 10. Dans les jeux vidéo, elle a notamment doublé Syanna dans l'extension The Witcher 3: Wild Hunt – Blood and Wine ainsi qu'Athéna dans les jeux Borderlands, Rosa dans Assassin's Creed II.
Elle l'interprète aussi des génériques comme : Les Hydronautes.
Elle est aussi la voix antenne d'Europe 2 2023 à 2025

## Biographie
Barbara Beretta est la fille du comédien et chanteur Daniel Beretta.
Elle enregistre un premier disque à cinq ans, fait son premier doublage à sept ans et ses premiers pas sur scène à dix ans au sein de la troupe « Fastoche » créée par Stéphanie Fugain.
À 21 ans, Barbara Beretta prend des cours de théâtre, danse et chant à l'école Jean Perimony,,.
Vers la fin des années 1990, elle apparaît dans plusieurs courts métrages, des sketches pour Canal+ pour Le Journal de Moustic et joue durant toute la saison 2001-2002 dans une comédie musicale pour enfants au théâtre Mélo d'Amélie.
En 2003, elle intègre l'équipe et joue dans la comédie musicale Providence, mise en scène par Sauvane Delanoë.
Entre 2004 et 2005, elle joue dans la pièce de théâtre Au petit bonheur la chance,.
Entre 2007 et 2008, elle est dans la pièce Tais-toi et parle-moi,.
Depuis, elle officie plus particulièrement dans le doublage et a effectué bon nombre de doublage français pour toutes sortes de médias,,,. Elle est notamment l'une des voix françaises de plusieurs actrices qu'elle a doublé à plusieurs reprises comme Bryce Dallas Howard (dont Twilight, chapitre III : Hésitation en 2010 ou Jurassic World en 2015), Olivia Wilde (dont la série Newport Beach ou le film Cowboys et Envahisseurs,), Lindsay Lohan (dont En cloque mais pas trop en 2009), Gemma Arterton (dont Prince of Persia : les sables du temps en 2010 ou Hansel et Gretel : Witch Hunters en 2013), la chanteuse Britney Spears ou encore Jaime King et Lindsay Sloane à trois reprises.
Elle effectue également un grand nombre de doublages pour des téléfilms et des séries télévisées, prêtant notamment sa voix à Muriel Baumeister et Cara Buono, Sara Canning, Laura Vandervoort, Felicitas Woll, June Diane Raphael et Yvonne Catterfeld. Elle a par ailleurs doublé de manière occasionnelle Kristen Wiig, Natalie Portman ou Carla Gugino,.
Elle est aussi la voix française de plusieurs personnages de DC Comics dont Black Canary dans Batman : L'Alliance des héros et La Ligue des justiciers : Nouvelle Génération à chaque apparition mais également celle de Gwen Tennyson dans la franchise Ben 10 (2008 à 2014).
Rockstar l'embauche pour prêter sa voix aux trailers promotionnels de ses jeux comme GTA V ou Red Dead Redemption II.
En 2009, elle double Elizabeth Reaser (Bella) dans Bella et ses ex.
En 2012, elle est choisie pour être la voix française féminine dans le TV Special, Le Père Frimas sorti en décembre 2013. Il sera diffusé de nouveau en décembre 2014 à l'occasion des fêtes de Noël.
En 2013, elle fait partie de la distribution du documentaire sur le travail de son père dans le doublage intitulé, Beretta, derrière la voix,.
En 2022, elle anime une journée consacrée au doublage à l'institut universitaire de technologie (IUT) de Corse à Corte, en compagnie de son conjoint, Michael Aragones.

## Théâtre
- 2001 : Le Soleil est dans la Lune d'Annie Degay
- 2003 : Providence, opéra-rock de Sauvane Delanoé, François-Jean Simon et Eddy Jouglet, mise en scène par Luc Florian, Le Trianon
- 2004-2005 : Au petit bonheur la chance, comédie musicale de Lydie Muller et Emmanuel Touchard, théâtre Essaïon
- 2006 : Le Tour du monde en 80 minutes de R. Prechac
- 2007-2008 : Tais-toi et parle-moi de David Thomas, mise en scène par Hocine Choutri, théâtre de la Manufacture des Abbesses

Sources : Soap-passion, RS Doublage, Théâtre Online et Agences artistiques

## Filmographie
- Délits de lit, court métrage de Philippe Dajoux
- Un repas épicé, court métrage de B. Verret
- The Hot Line, court métrage de N. Stanciu
- Le Banquet, court métrage de M. Lariega
- Némésis, court métrage de D. Aragones
- 2013 : 850 meters de Joeri Christiaen
- 2013 : Beretta, derrière la voix, court métrage documentaire de Francescu Artily et Jean-Jérôme Delsol : elle-même

Sources : RS Doublage et Agences artistiques

## Doublage
Note : Les dates inscrites en italique correspondent aux sorties initiales des films dont Barbara Beretta a assuré le redoublage ou le doublage tardif.
Sources : RS Doublage, Doublage Séries Database et La Tour des héros

### Cinéma

#### Films
- Bryce Dallas Howard dans :
  - Twilight, chapitre III : Hésitation (2010) : Victoria
  - La Couleur des sentiments (2011) : Hilly Holdbrook
  - Jurassic World (2015) : Claire Dearing
  - Peter et Elliott le dragon (2016) : Grace
  - Gold (2017) : Kay
  - Jurassic World: Fallen Kingdom (2018) : Claire Dearing
  - Rocketman (2019) : Sheila Eileen
  - L'Incroyable Aventure de Bella (2019) : Bella
  - Jurassic World : Le Monde d'après (2022) : Claire Dearing
  - Argylle (2024) : Elly Conway
  - Deep Cover (2025) : Kat
- Lindsay Lohan dans :
  - The Last Show (2006) : Lola Johnson
  - En cloque mais pas trop (2008) : Thea Clayhill
  - Noël tombe à pic (2022) : Sierra Belmont
  - Irish Wish (2024) : Madeline « Maddie » Kelly
  - Our Little Secret (2024) : Avery
- June Diane Raphael dans :
  - L'An 1 : Des débuts difficiles (2009) : Maya
  - The Disaster Artist (2017) : Robyn Paris
  - Contrôle parental (2018) : Brenda
  - Séduis-moi si tu peux ! (2019) : Maggie Millikin
  - Évanouis (2025) : Donna Morgan
- Gemma Arterton dans :
  - Prince of Persia : Les Sables du Temps (2010) : Tamina
  - Hansel et Gretel : Witch Hunters (2013) : Gretel
  - Players (2013) : Rebecca Shafran
  - Une belle rencontre (2016) : Catrin Cole
- Olivia Wilde dans :
  - Cowboys et Envahisseurs (2011) : Ella Swenson
  - L'Incroyable Burt Wonderstone (2013) : Jane
  - Dans la brume du soir (2015) : Sarah
  - Le Cas Richard Jewell (2019) : Kathy Scruggs
- Katheryn Winnick dans :
  - Les Derniers Affranchis (2013) : Oxana
  - Art of the Steal (2013) : Lola
  - La Tour sombre (2017) : Laurie Chambers
  - Wander (2020) : Elsa Viceroy
- Jaime King dans :
  - Pearl Harbor (2001) : l'infirmière Betty Bayer
  - Treize à la douzaine 2 (2005) : Anne Murtaugh
  - Mother's Day (2010) : Betty Bayer
- Lindsay Sloane dans :
  - Espion mais pas trop ! (2003) : Melissa Peyser
  - Comment tuer son boss ? (2011) : Stacy Arbus
  - Comment tuer son boss 2 (2014) : Stacy Arbus
- Lucy Punch dans :
  - The Dinner (2010) : Darla
  - Book of Love (en) (2022) : Jen Spencer
  - À la conquête de Billy Walsh (2024) : Lilly Arnold
- Gretchen Mol dans : 
  - Last Call (2016) : Elise Jensen
  - False Positive (2021) : Dr Dawn
  - Millers in Marriage (2025) : Eve Miller
- Idina Menzel dans :
  - Uncut Gems (2020) : Dinah Ratner
  - Cendrillon (2021) : Evelyn
  - Tu peux oublier ma bat-mitzva ! (en) (2023) : Bree Friedman
- Adrianna Chlebicka dans :
  - L'Amour puissance mille (pl) (2021) : Monika Grabarczyk / Klaudia
  - L'Amour puissance dix mille (2023) : Monika Grabarczyk
  - L'Amour tout puissant (2023) : Monika Grabarczyk
- Britney Spears dans :
  - Crossroads (2002) : Lucy Wagner
  - Austin Powers dans Goldmember (2002) : Britney Spears
- Priyanka Chopra[1] dans :
  - Don : La Chasse à l'homme (2006) : Roma
  - Don 2 (2011) : Roma
- Laura Vandervoort dans :
  - Bleu d'enfer 2 (2009) : Dani
  - Jigsaw (2017) : Anna
- Rashida Jones dans :
  - The Social Network (2010) : Marilyn Delpy
  - Les Muppets, le retour (2011) : Veronica
- Martina Gusmán dans :
  - Carancho (2010) : Luján
  - Elefante blanco (2012) : Luciana
- Sarah Snook dans :
  - Pieces of a Woman (2020) : Suzanne
  - Run Rabbit Run (2023) : Sarah
- Jemima Rooper dans :
  - Matriarch (en) (2022) : Laura
  - Joy (en) (2024) : Ruth Edwards

- 1946[n 1] : Une question de vie ou de mort : June (Kim Hunter)
- 1998 : Final Cut : Lisa (Lisa Marsh)
- 1999 : Boys Don't Cry : Lane Thisdel (Chloë Sevigny)
- 2000 : Battle Royale : Yukie Utsumie (Eri Ishikawa)
- 2001[n 2] : American Campers : Wendy (Dominique Swain[n 3])
- 2003 : Freddy contre Jason : Gibb Smith (Katharine Isabelle)
- 2003 : Souviens-toi de moi : Anna Pezzi (Maria Chiara Augenti)
- 2003 : Sexe, Lycée et Vidéo : Naomi (Amy Smart)
- 2006 : Les Fantômes de Goya : Inès / Alicia (Natalie Portman)
- 2006 : Southland Tales : Serpentine (Bai Ling)
- 2006 : Voisin contre voisin : Ashley Hall (Kelly Aldridge)
- 2007 : Caramel : Lalaye (Nadine Labaki)
- 2007 : Hostel, chapitre II : Whitney (Bijou Phillips)
- 2007 : Meet Bill : Jane Whitman (Kristen Wiig)
- 2007 : Troupe d'élite : Maria (Fernanda Machado)
- 2007 : De l'autre côté : Charlotte « Lotte » Staub (Patrycia Ziolkowska)
- 2008 : Le Bal de l'horreur : Donna Keppel (Brittany Snow)
- 2008 : Harold et Kumar s'évadent de Guantanamo : Vanessa (Danneel Harris)
- 2008 : Very Big Stress (en) : Michelle (Judy Greer)
- 2009 : La Dernière Maison sur la gauche : Sadie (Riki Lindhome)
- 2009 : Middle Men : Audrey Dawn (Laura Ramsey)
- 2009 : American Pie Présente : Les Sex Commandements : Dana Harper (Melanie Papalia)
- 2009 : Meilleures Ennemies : Amie (Lauren Bittner)
- 2009 : 17 ans encore : Samantha (Tiya Sircar)
- 2009 : Hanté par ses ex : Kalia (Christina Milian)
- 2010 : Saw 3D : Chapitre final : Joyce Dagen (Gina Holden)
- 2010 : Tekken : Christie Monteiro (Kelly Overton)
- 2011 : Minuit à Paris : Carol (Nina Arianda)
- 2011 : Real Steel : Farra Lemkova (Olga Fonda)
- 2011 : Même la pluie : María (Cassandra Ciangherotti)
- 2011 : Sex Friends : voix additionnelle
- 2011 : Captain America: First Avenger : la mère de l’enfant otage
- 2012 : St. Trinian's 2 : Annabelle Fritton (Talulah Riley)
- 2012 : Red Lights : Traci Northrop (Jeany Spark[n 4])
- 2013 : Les Justiciers masqués : Sophie Kaiser (Dagny Dewath[n 4])
- 2013 : 47 Ronin : Mizuki (Rinko Kikuchi)
- 2013 : Thor : Le Monde des ténèbres : Carina (Ophelia Lovibond) (scene post générique)
- 2014 : Need for Speed : Anita Coleman (Dakota Johnson)
- 2014 : Moms Night Out : Izzy (Logan White)
- 2014[n 5] : Bibi et Tina : Complètement ensorcelée ! : Susanne Martin (chant) (Winnie Böwe)
- 2015 : Captive : Meredith MacKenzie (Jessica Oyelowo)
- 2015 : Don Verdean : Joylinda Lazarus (Leslie Bibb)
- 2016 : Miss Sloane : Jane Molloy (Alison Pill)
- 2016 : Opening Night : Monica (Nikki Dalonzo)
- 2016 : Manipulations : Amy (Leah McKendrick)
- 2017 : La Belle et la Bête : Clothilde (chant) (Haydn Gwynne)
- 2017 : Sandy Wexler : Courtney Clarke (Jennifer Hudson)
- 2017 : La Forme de l'eau : Elaine Strickland (Lauren Lee Smith)
- 2017 : Les Bonnes Sœurs : Ginerva (Kate Micucci)
- 2018 : The After Party (en) : le mannequin (Alissa Bourne)
- 2019 : Cold Blood Legacy : La Mémoire du sang : Charly (Sarah Lind)
- 2019 : Dora et la Cité perdue : voix additionnelles
- 2019 : Malgré tout : Sofia (Amaia Salamanca)
- 2019[16] : Synchronic : Tara Dannelly (Katie Aselton)
- 2020 : Coffee et Kareem : le lieutenant Watts (Betty Gilpin)
- 2020 : The Big Ugly : Kara (Leven Rambin)
- 2021 : Muppets Haunted Mansion[réf. nécessaire]
- 2022 : The Pirates : À nous le trésor royal ! (en) : Hae-Rang (Han Hyo-joo)
- 2022 : La Bulle : Kate l'IA (Daisy Ridley) (caméo)
- 2022 : L'École du bien et du mal : Vanessa (Stephanie Siadatan)
- 2022 : They/Them : Molly (Anna Chlumsky)
- 2023 : John Wick : Chapitre 4 : Akira (Rina Sawayama)
- 2024 : Mufasa : Le Roi lion : Akua (Joanna Jones) (voix)
- 2024 : Hard Home (en) : ? (?)

#### Films d'animation
- 2000 : La Route d'Eldorado[n 6] : Chel
- 2003 : Barbie et le Lac des cygnes : Lila
- 2004 : Stellaluna : Stellaluna la chauve-souris
- 2006 : Barbie au bal des douze princesses : Edeline
- 2009 : Green Lantern : Le Complot : Boodikka[n 7], Labella
- 2010[n 8] : La Ligue des justiciers : Conflit sur les deux Terres : Black Canary, l'ordinateur de la tour et Model Citizen
- 2010[n 8] : Green Arrow (en) : Black Canary (court métrage)
- 2010[n 8] : Jonah Hex (en) : Madame Lorraine (court métrage)
- 2011 : Green Lantern : Les Chevaliers de l'Émeraude : Laira, Ardakian Traw et les anneaux
- 2011 : Lili à la découverte du monde sauvage (en) : La Belette Borgne
- 2013 : Le Père Frimas : Edwige
- 2013 : Khumba : Fifi
- 2013 : La Reine des neiges : un troll (chant) / chœur des chansons
- 2016 : DC Super Hero Girls : Héroïne de l'année : Wonder Woman / Poison Ivy
- 2016 : Sausage Party : Brenda Bunson[n 9]
- 2016 : LEGO Jurassic World : L'Évasion de l'Indominus : Claire Dearing[n 10]
- 2016 : La Tortue rouge : la mère[n 11] (création de voix)
- 2016 : Le Monde de Dory : voix additionnelles
- 2016 : Vaiana : La Légende du bout du monde : voix additionnelles
- 2016 : Le Petit Dinosaure : L'Expédition héroïque : Etta
- 2017 : Les Schtroumpfs et le Village perdu : chœur des chansons
- 2017 : DC Super Hero Girls : Jeux intergalactiques : Wonder Woman et Poison Ivy
- 2017 : Lego DC Super Hero Girls : Rêve ou Réalité : Wonder Woman
- 2018 : Scooby-Doo et Batman : L'Alliance des héros : Black Canary
- 2018 : Lego DC Super Hero Girls : Le Collège des super-méchants : Wonder Woman et Poison Ivy
- 2018 : La Mort de Superman : Wonder Woman
- 2018 : DC Super Hero Girls : Les Légendes de l'Atlantide : Wonder Woman et Poison Ivy
- 2019 : Le Règne des Supermen : Wonder Woman
- 2019 : Justice League vs. the Fatal Five : Wonder Woman
- 2019 : Le Parc des merveilles : Mme Bailey, la mère de June
- 2019 : Toy Story 4 : chœur des chansons
- 2019 : Wonder Woman: Bloodlines : Wonder Woman
- 2019 : La Reine des neiges 2 : chœur des chansons
- 2019 : Les Incognitos : Marcy Kappel[n 12]
- 2020 : Superman: Red Son : Wonder Woman
- 2020 : La Famille Willoughby : Mère Willoughby
- 2020 : Phinéas et Ferb, le film : Candice face à l'univers : Super Super Big Docteur et les danseuses extraterrestres
- 2020 : Voyage vers la Lune : Chang'e
- 2020 : Bigfoot Family : Becky Dabmore
- 2021 : Justice Society: World War II : Black Canary
- 2021 : Vivo : voix additionnelles
- 2021 : Encanto : La Fantastique Famille Madrigal : voix additionnelles et chœurs des chansons
- 2022 : Krypto et les Super-Animaux : Lois Lane[n 13]
- 2022 : Scrooge : Un (mé)chant de Noël : voix additionnelles
- 2023 : L'Éléphante du magicien : la voyante
- 2023 : Élémentaire : la livreuse
- 2023 : L'Étrange Noël du petit Batman : Poison Ivy
- 2023 : Nicky Larson: Angel Dust : Hélène Lamberti
- 2024 : Justice League: Crisis on Infinite Earths, partie 2 (en) : Alura
- 2024 : Thelma la licorne : voix additionnelles
- 2024 : Justice League: Crisis on Infinite Earths, partie 3 (en) : Poison Ivy
- 2024 : Garfield : Héros malgré lui : Marge Malone[n 14]
- 2024 : Vaiana 2 : voix additionnelles
- 2025 : La Rose de Versailles (en) : Oscar François de Jarjayes (en)

### Télévision

#### Téléfilms
- Muriel Baumeister dans :
  - Le Temps d'une passion (2002) : Stefanie « Nina » von Nauenstedt
  - Un mariage inattendu (2003) : Nina
  - Une princesse en liberté (2005) : Isabella
  - Triple Imposture (2006) : Rosa
  - Eine bärenstarke Liebe (2008) : Dr Paula Kreuzer
  - Bis dass der Tod uns scheidet (2009) : Susanne Podiak
  - Facteur 8 : Alerte en plein ciel (2010) : Anne Hecker
  - Glücksbringer (2011) : Vera Lauber
  - Mission Caraïbes (2012) : Dr Claudia Harding
- Felicitas Woll dans :
  - Parfun d'amour (2003) : Cosima Schmidtbauer
  - Dans la peau d'une autre (2007) : Sara Braun
  - Une pour toutes, toutes pour une ! (2010) : Jenny Reichling
  - Mia et le Millionnaire (2011) : Mia Westphal
  - Une femme en or (2015) : Leonie Keller
  - Parce que je t'aime (2016) : Eva
- Yvonne Catterfeld dans :
  - Schatten der Gerechtigkeit (2009) : Maria Teiss
  - La Colère du volcan (2010) : Daniela Eisenach
  - Une femme trahie (2011) : Karla Ben Yakin
  - Idylle en eaux troubles (2012) : Ellen Ludwig
  - Rien ne sert de courir (2013) : Melanie Müller
  - Entre ici et le paradis (2015) : Amelia
- Sara Canning dans :
  - Insoupçonnable (2011) : Beth Williams
  - Mariée ou presque (2012) : Audrey Ryan
  - Hannah's Law (2013) : Hannah Beaumont
  - La Boutique des secrets : Mystère à Glenwood (2014) : Hannah
- Laura Vandervoort dans :
  - Riverworld, le monde de l'éternité (2010) : Jessie Machalan
  - Sous le charme du Père Noël (2011) : Jennifer Walker
  - Une âme sœur pour Noël (2020) : Molly Cooper
- Natassia Malthe dans :
  - Au-delà de la voie ferrée (2008) : Lucinda
  - La Prophétie de l'oracle (2009) : Perfidia
- Alex Paxton-Beesley dans :
  - Trois oncles et une fée (2012) : Shelby
  - L'Écho du mensonge (2014) : June Gailey

- 1999 : Love Ghost (Dying to Live) : Rachel Linden (Hayley DuMond)
- 2002 : Souvenirs d'amour : Diane Weber (Bonnie Root)
- 2003 : Le Choix d'une vie : Shelly Hunter (Susan May Pratt)
- 2004 : The Last Ride : J. J. Cruz (Nadine Velazquez)
- 2004 : Nos plus belles vacances (Arizona Summer) : Donna (Michelle Holgate)
- 2005 : Un mariage presque parfait : Anne (Reagan Pasternak)
- 2005 : L'Aventure du Poséidon : Shelby Clarke (Amber Sainsbury)
- 2006 : Alerte solaire : Joanna Parks (Joanne Kelly)
- 2007 : Jesse Stone : L'Empreinte du passé : la barmaid (Laura Kohoot)
- 2008 : Orgueil et Quiproquos : Elizabeth Bennet (Gemma Arterton)
- 2008 : Comme Cendrillon 2 : Natalia Faroush (Nicole LaPlaca)
- 2009 : Croqueuse d'hommes : Joanne « Gravy » Hardgrave (Judy Greer)
- 2009 : Thor et le Marteau des Dieux : Freyja (Melissa Osborne)
- 2009 : Ben 10: Alien Swarm : Gwen Tennyson (Galadriel Stineman)
- 2010 : À la rescousse de Noël : Bella (Paris Hilton)
- 2010 : Madso's War : Cheryl Keane (Kelly Overton)
- 2010 : Tempête de météorites : Lena (Lara Gilchrist)
- 2011 : Une coupable idéale : Hadley (Nikki Moore)
- 2012 : Liz et Dick : Elizabeth Taylor (Lindsay Lohan)
- 2012 : La Petite Fille aux miracles : Melissa Sue Davis (Jaci Twiss)
- 2012 : La Guerre des cookies : Paige (Britney Irwin)
- 2013 : Le Noël où tout a changé : Kristin (Shiri Appleby)
- 2013 : Murder on the Home Front : Issy Quennell (Emerald Fennell)
- 2013 : L'Enfant de personne : Karen (Josie Taylor)
- 2013 : À la poursuite du diamant polaire : Cassie (Britney Wilson)
- 2014 : Le Mari de ma meilleure amie : Sandy (Annie Heise)
- 2016 : Coup de foudre par erreur : Suzie Standish (Meredith May)
- 2020 : Méditation et tentation : Ginnie (Lily Rains)
- 2021 : Dans la peau de sa fiancée... : Stephanie Marshall (Sara Torres)

#### Séries télévisées
- Cara Buono dans :
  - New York 911 (2004-2005) : Grace Foster (2e voix, saison 6)
  - Les Soprano (2006-2007) : Kelli Moltisanti (saison 6)
  - Dead Zone (2007) : le shérif Anna Turner (6 épisodes)
  - NCIS : Enquêtes spéciales (2010) : Sara Resnik (saison 7, épisode 8)
  - Mad Men (2010) : Faye Miller (saison 4)
  - Brothers and Sisters (2011) : Rose (saison 5)
  - The Good Wife (2014) : Charlene Peterson (saison 4, épisode 21)
  - Castle (2014) : Siobhan O'Doul (saison 5, épisode 18)
  - Elementary (2014) : Sarah Cushing (saison 2, épisode 17)
  - Person of Interest (2014-2015) : Martine Rousseau (saison 4)
- Zuleikha Robinson dans :
  - Lost : Les Disparus (2009-2010) : Ilana Verdansky (24 épisodes)
  - Homeland (2012) : Roya Hammad (saison 2)
  - Covert Affairs (2013) : Bianca Manning (saison 4)
  - Intelligence (2014) : Amelia Vaughn (épisodes 1 à 3)
  - Salvation (2017) : Catherine Adams (saison 1, épisode 2)
  - L'Exorciste (2017) : Mouse (saison 2)
  - Jack Ryan (2023) : Zeyara Lemos (saison 4)
- Kate Micucci dans :
  - Scrubs (2009) : Stephanie Gooch (5 épisodes)
  - Raising Hope (2010-2014) : Shelby (26 épisodes)
  - Psych : Enquêteur malgré lui (2012) : Penny Chalmers (saison 6, épisode 14)
  - The Big Bang Theory (2013-2017) : Lucy (8 épisodes)
  - The Comedians (en) (2015) : Kate Micucci (épisode 12)
  - Supergirl (2019) : la guide touristique (saison 5, épisode 1)
  - Le Cabinet de curiosités de Guillermo del Toro (2022) : Stacey Chapman (saison 1, épisode 4)
- Sara Canning dans :
  - Vampire Diaries (2009-2014 / 2017) : Jenna Sommers (46 épisodes)
  - Supernatural (2012) : Lydia (saison 7, épisode 13)
  - King and Maxwell (2013) : Claire Culpepper (épisode 7)
  - Remedy (2014-2015) : Melissa Conner (20 épisodes)
  - Motive (2016) : Tracy Blaine (saison 4, épisode 6)
  - Les Désastreuses Aventures des orphelins Baudelaire (2017-2018) : Jaquelyn Scieszka (10 épisodes)
  - Nancy Drew (2019-2020) : Katherine « Kate » Drew (saison 1)
- June Diane Raphael dans :
  - Flight of the Conchords (2007) : Felicia (saison 1, épisode 8)
  - Burning Love (en) (2012-2013) : Julie Gristlewhite (36 épisodes)
  - Grace et Frankie (2015-2022) : Brianna Hanson (94 épisodes)
  - Bienvenue chez les Huang (2019) : Guru Sheela (saison 5, épisode 9)
  - Everything's Trash (en) (2022) : Jax (3 épisodes)
  - Frasier (en) (2023) : June (saison 1, épisode 6)
- Sydney Tamiia Poitier dans :
  - Veronica Mars (2004) : Mallory Dent (saison 1)
  - Grey's Anatomy (2006) : Deborah Fleiss (saison 2, épisode 25)
  - Le Retour de K 2000 (2008-2009) : Carrie Rivai (12 épisodes)
  - Private Practice (2011) : Michelle (saison 4, épisode 16 et saison 5, épisode 5)
  - Chicago Police Department (2014) : l'inspecteur Mia Sumners (saison 1)
- Amaia Salamanca dans :
  - SMS, des rêves plein la tête (2006-2007) : Paula Dejardains Gómez de Iridutia (185 épisodes)
  - Grand Hôtel (2011-2013) : Alicia Alarcón (39 épisodes)
  - Velvet (2014-2015) : Bárbara de Senillosa (28 épisodes)
  - Tout le monde ment (2022) : Sofía
  - Bienvenidos a Edén (2022-2023) : Astrid
- Kat Foster (en) dans :
  - Pour le meilleur et le pire (2006-2008) : Steph Woodcock (39 épisodes)
  - New York, unité spéciale (2010) : Sarah Hoyt (saison 12, épisodes 7 et 10)
  - Jean-Claude Van Johnson (2016-2017) : Vanessa (6 épisodes)
  - Les Experts : Vegas (2021) : l'inspecteur Nora Cross (saison 1)
  - The Rookie : Le Flic de Los Angeles (2022) : Casey Fox (saison 4, épisodes 19 et 20)
- Laura Vandervoort dans :
  - Smallville (2007-2011) : Kara Kent / Supergirl (23 épisodes)
  - FBI : Duo très spécial (2012) : Sophie Covington (saison 4, épisode 4)
  - Haven (2012) : Arla Cogan (saison 3, épisodes 12 et 13)
  - Private Eyes (2018-2019) : Dana Edson (saison 2, épisode 18 et saison 3, épisode 1)
  - V Wars (2019) : Mila Dubov (6 épisodes)
- Jemima Rooper dans :
  - Et alors ? (2001-2004) : Nikki Sutton (76 épisodes)
  - Hex : La Malédiction (2004-2005) : Thelma Bates (18 épisodes)
  - Sinchronicity (2006) : Fi (6 épisodes)
  - Hercule Poirot (2009) : Norma Restarick (saison 11, épisode 3)
  - Meurtres au paradis (2018) : Karen Marston (saison 7, épisode 1)
- Katheryn Winnick dans :
  - Bones (2010-2011) : Hannah Burley (saison 6)
  - Le Transporteur (2012) : Darcy Daniels (saison 1, épisode 11)
  - Vikings (2013-2020) : Lagertha Lothbrok (71 épisodes)
  - Big Sky (2020-2023) : Jenny Hoyt (47 épisodes)
- Indigo dans :
  - Boston Public (2002-2003) : Cheyenne Webb (saison 3)
  - Buffy contre les vampires (2003) : Rona (saison 7)
  - Shérifs à Los Angeles (2003) : Tisha Graves (épisode 1)
- Olivia Wilde dans :
  - Newport Beach (2004-2005) : Alex Kelly (saison 2)
  - Vinyl (2016) : Devon Finestra (10 épisodes)
  - The Studio (2025) : Olivia Wilde (saison 1, épisode 4)
- Gretchen Mol dans :
  - Boardwalk Empire (2010-2014) : Gillian Darmody (53 épisodes)
  - The Twilight Zone : La Quatrième Dimension (2020) : Mme Janet Warren (saison 2, épisode 10)
  - American Gigolo (2022) : Michelle Stratton (8 épisodes)
- Zooey Deschanel dans :
  - New Girl (2011-2018) : Jessica « Jess » Day (146 épisodes)
  - Brooklyn Nine-Nine (2016) : Jessica « Jess » Day (saison 4, épisode 4)
  - Physical (2021-2023) : Kelly Kilmartin (7 épisodes)
- Becki Newton dans :
  - How I Met Your Mother (2012-2013) : Quinn Garvey (10 épisodes)
  - Divorce (2018-2019) : Jackie Giannopolis (12 épisodes)
  - La Défense Lincoln (depuis 2022) : Lorna Crain
- Alex Paxton-Beesley dans :
  - The Strain (2014) : Ann-Marie Barbour[17] (saison 1)
  - Soupçon de magie (2015) : Eve (saison 1, épisodes 6 et 8)
  - Les Enquêtes de Murdoch (2015-2021) : Winifred « Freddie » Pink (6 épisodes)
- Katrina Devine (en) dans :
  - Power Rangers : Force Cyclone (2003) : Marah (38 épisodes)
  - Power Rangers : Dino Tonnerre (2004) : Marah (38 épisodes)
- Elizabeth Reaser dans :
  - Saved (2006) : Dr Alice Alden (13 épisodes)
  - Bella et ses ex (2008-2009) : Bella Bloom (13 épisodes)
- Lucy Punch dans :
  - La Classe (2006-2007) : Holly Ellenbogen (13 épisodes)
  - Derrière la façade (en) (2024) : Trish
- Leven Rambin dans :
  - Terminator : Les Chroniques de Sarah Connor (2008-2009) : Riley Dawson (saison 2)
  - Les Frères Scott (2011) : Chloe Hall (saison 8)
- Seychelle Gabriel dans :
  - Weeds (2009) : Adelita (saison 5)
  - Revenge (2013) : Regina George (saison 2)
- Lindsay Lohan dans :
  - Glee (2009) : Lindsay Lohan (saison 3, épisode 21)
  - Anger Management (2013) : elle-même (saison 2, épisode 12)
- Freema Agyeman dans :
  - Londres, police judiciaire (2009-2011) : Alesha Phillips (39 épisodes)
  - Sense8 (2015-2017) : Amanita (13 épisodes)
- Britney Spears dans :
  - Glee (2010) : Britney Spears (saison 2, épisode 2)
  - Jane the Virgin (2015) : Britney Spears (saison 2, épisode 5)
- Allison Williams dans :
  - Girls (2012-2017) : Marnie Michaels (55 épisodes)
  - The Mindy Project (2013) : Jillian (saison 1)
- Emily Wickersham dans :
  - NCIS : Enquêtes spéciales (2013-2021) : Eleanor « Ellie » Bishop (172 épisodes)
  - NCIS : Nouvelle-Orléans (2016) : Eleanor « Ellie » Bishop (saison 2, épisode 12)
- Adrianne Palicki dans :
  - About a Boy (2014) : Dr Samantha Lake (10 épisodes)
  - Marvel : Les Agents du SHIELD (2014-2016) : Barbara Morse / Oiseau moqueur (31 épisodes)
- Lesley-Ann Brandt dans :
  - Flynn Carson et les Nouveaux Aventuriers (2014-2015) : Lamia (saison 1)
  - Lucifer (2016-2021) : Mazikeen (86 épisodes)
- Dominique McElligott dans :
  - House of Cards (2016-2017) : Hannah Conway (15 épisodes)
  - The Boys (depuis 2019) : Maggie « Reine Maeve » Shaw
- Reagan Pasternak dans :
  - Good Trouble (2019-2023) : Bonnie (3 épisodes)
  - Tracker (2025) : Susanna Adams (saison 2, épisode 18)
- Donna Preston (en) dans :
  - Sandman (2022-2025) : Désespoir (3 épisodes)
  - Dead Boy Detectives (2024) : Désespoir (saison 1, épisode 7)

- 1977[n 15] : Le Muppet Show : elle-même (Madeline Kahn) (saison 2, épisode 9)
- 1983[n 16] : Fraggle Rock : Béa (Kathryn Mullen (en)) (voix)
- 1999-2005 / 2018-2021 : Les Feux de l'amour : Brittany Hodges (Vanessa Lee Evigan (en) puis Lauren Woodland) (413 épisodes)
- 2000-2005 : Charmed : Andrea (Kelly McNair) (saison 2, épisode 13) et Sheila Morris (Sandra Prosper (en)) (9 épisodes)
- 2001 : Temps mort : Jane Cahill (Sara Downing (en)) (13 épisodes)
- 2001-2004 : Degrassi : La Nouvelle Génération : Teri McGreggor (Christine Schmidt) (59 épisodes)
- 2001-2004 : Les Condamnées : Al MacKenzie (Pauline Campbell) (42 épisodes)
- 2003 : Hercule Poirot : Lucy Crale (Aimee Mullins) (saison 9, épisode 3 : Cinq petits cochons)
- 2003 : Les Enfants de Dune : Ghanima Atréides (Jessica Brooks (en)) (mini-série)
- 2004 : Dr House : Mindy (Alexis Thorpe) (saison 1, épisode 3)
- 2005 : Threshold : Premier Contact : Dr Molly Anne Caffrey (Carla Gugino) (13 épisodes)
- 2005 : JAG : le lieutenant Tali Mayfield (Meta Golding) (saison 10)
- 2005-2014 : Mon comeback : Juna Millken (Malin Åkerman) (15 épisodes)
- 2006 / 2007 : Scrubs : Carla Espinosa (Judy Reyes) (chant - saison 6, épisode 6) et Shannon (Lauren Stamile) (saison 7, épisode 6)
- 2006 : What About Brian : Lisa (Jud Tylor) (saison 1)
- 2006-2007 : Desperate Housewives : Tammy Rowland-Sinclair (Michelle Pierce) (saison 3, épisode 3 et saison 4, épisode 5)
- 2006-2007 : Rescue Me : Les Héros du 11 septembre : Theresa (Susan Misner) (4 épisodes)
- 2006-2009 : Hannah Montana : Traci Van Horn (Romi Dames) (13 épisodes)
- 2007-2008 : October Road, un nouveau départ : Emily « Pizza Girl » (Lindy Booth) (17 épisodes)
- 2007-2008 : South of Nowhere : Sasha Miller (Kate French) (5 épisodes)
- 2007-2011 : Californication : Trixie (Judy Greer) (4 épisodes)
- 2008 : John Adams : Abigail « Nabby » Adams (Sarah Polley) (mini-série)
- 2008-2009 : Ghost Whisperer : Kylie Sloan (Leah Pipes) (saison 3, épisode 15), Brook Dennis (Amelia Heinle) (saison 4, épisode 20) et Emily Harmon (Andrea C. Robinson) (saison 5, épisode 1)
- 2008-2009 : Head Case (en)[18] : Goldie Finkelstein (Candace Brown (en)) (13 épisodes)
- 2009 : Chuck : l'agent Alex Forrest (Tricia Helfer) (saison 2, épisode 18)
- 2009 : La Tempête du siècle : Dr Carly Meyers (Erin Chambers)
- 2009 : Trinity : Rosalind Gaudain (Isabella Calthorpe (en)) (8 épisodes)
- 2009 : Harper's Island : Chloe Carter (Cameron Richardson) (mini-série)
- 2009 : The Listener : le lieutenant Charlie Marks (Lisa Marcos) (13 épisodes, saison 1)
- 2010 : Flight of the Conchords : Brahbrah (Kristen Wiig) (saison 2, épisode 6)
- 2010-2011 : Physique ou Chimie : Verónica Lebrón (Olivia Molina) (30 épisodes)
- 2010-2011 : Borgen, une femme au pouvoir : Sanne (Iben Dorner (da)) (13 épisodes)
- 2010-2014 : Covert Affairs : Natasha Petrovna (Liane Balaban) (6 épisodes)
- 2011 : True Blood : Portia Bellefleur (Courtney Ford) (1re voix, saison 4)
- 2011 : Body of Proof : Jenny Avery (Abigail Hawk) (saison 1, épisode 4)
- 2011-2012 : Les Spécialistes : Investigation scientifique : le sous-lieutenant Pauline Proletti (Lucia Rossi) (40 épisodes)
- 2011-2014 : Suburgatory : Dalia Royce (Carly Chaikin) (57 épisodes)
- 2011-2014 : Web Therapy : Hayley Feldman-Tate (Rashida Jones) (4 épisodes)
- 2012 : The Killing : Maja Zeuthen (Helle Fagralid) (saison 3)
- 2012-2013 : Don't Trust the B---- in Apartment 23 : Chloé (Krysten Ritter) (26 épisodes)
- 2013-2015 : Hemlock Grove : Destiny Rumancek (Kaniehtiio Horn) (27 épisodes)
- 2013-2018 : Meurtres à Sandhamn : Pernilla Andreasson (Ane Dahl Torp) (12 épisodes)
- 2014 : Switched : Lydia Kaiser (Heather Mazur) (saison 3)
- 2014 : Friends with Better Lives : Kate McLean (Zoe Lister-Jones) (13 épisodes)
- 2014-2015 : Defiance : Jessica « Berlin » Rainier, capitaine de l'armée de la république de la Terre (Anna Hopkins) (21 épisodes)
- 2015 : The Team : Jackie Mueller (Jasmin Gerat) (saison 1)
- 2015 : Once Upon a Time : la reine Guinevere (Joana Metrass) (saison 5)
- 2015 : Scandal : Elise Barton (Mía Maestro) (saison 5)
- 2015-2021 : Younger : Caitlin Miller (Tessa Albertson) (18 épisodes)
- 2016 : Roadies : Donna Mancini (Keisha Castle-Hughes) (10 épisodes)
- 2017 : Gypsy : Liza (Kelly Sebastian) (épisodes 5 et 8)
- 2017 : Doubt : Affaires douteuses : l'agent Abby Burris (Cassidy Freeman) (6 épisodes)
- 2017 : Shots Fired : Sarah Ellis (Conor Leslie) (mini-série)
- 2017-2018 : Six : Lena Graves (Brianne Davis (en)) (18 épisodes)
- 2017-2018 : Quantico : Sasha Barinov (Karolina Wydra) (saison 2) et Fiona Quinn (Laura Campbell) (saison 3)
- 2017-2019 : Chicago Med : Dr Ava Bekker (Norma Kuhling (en)) (44 épisodes)
- 2017-2019 : Santa Clarita Diet : Anne Garcia (Natalie Morales) (10 épisodes)
- 2017-2023 : Riverdale : Geraldine Grundy (Sarah Habel) (12 épisodes)
- 2018 : For the People : l'agent Anya Ooms (Caitlin Stasey) (saison 1)
- 2018 : Dark Heart (en) : l'agent Josie Chancellor (Anjli Mohindra) (mini-série)
- 2018-2022 : Dynastie : Cristal Jennings Carrington (Ana Brenda Contreras puis Daniella Alonso) (86 épisodes)
- 2020 : Hollywood : Vivien Leigh (Katie McGuinness) (mini-série)
- 2020 : La Chronique des Bridgerton : Siena Rosso (Sabrina Bartlett) (saison 1)
- 2020 : Losing Alice : ? (?) (mini-série)
- 2021 : Hellbound : Song So-hyeon (Won Jin-ah) (6 épisodes)
- 2021 : The Crew (en) : Beth Paige (Sarah Stiles (en)) (10 épisodes)
- 2021 : DC Titans : Barbara Gordon / Oracle (Savannah Welch) (saison 2)
- 2021 : The Stand : Julie Lawry (Katherine McNamara) (mini-série)
- 2021 : The Shrink Next Door : Miriam (Sarayu Blue) (mini-série)
- 2021 : Walker : Micki Ramirez (Lindsey Morgan) (24 épisodes)
- 2022 : After Life : Coleen (Kath Hughes (en)) (saison 3)
- 2022 : Inventing Anna : Vivian Kent (Anna Chlumsky) (mini-série)
- 2022 : The Guardians of Justice : The Speed (Sharni Vinson)
- 2022 : Anatomie d'un scandale : Ali Conlon (Liz White) (mini-série)
- 2022 : God's Favorite Idiot : Satan (Leslie Bibb)
- 2022 : Outer Range : Rebecca Abbott (Kristen Connolly) (3 épisodes)
- 2022 : Fraggle Rock : L'aventure continue (en) : Béa (Donna Kimball) (voix)
- 2022 : Bad Sisters : Ursula Flynn (Eva Birthistle)
- 2022 : Anatomie d'un divorce : Miriam Rothberg (Jenny Powers (en)) (mini-série)
- 2022 : Dirty Lines (nl) : Natasja (Charlie Chan Dagelet)
- 2023 : The Gold : Le Casse du siècle (en) : Nicki Jennings (Charlotte Spencer (en)) (6 épisodes)
- 2023 : Reacher : Karla Dixon (Serinda Swan) (saison 2)
- 2023 : Unprisoned (en) : Esti Nelson (Jee Young Han)
- 2023-2024 : La Créature de Kyŏngsŏng : ? (?)
- 2024 : AlRawabi School for Girls : Mme Farida (Tima Shomali) (saison 2)
- 2024 : Merci et au suivant ! : Funda [Qui ?]
- 2024 : Apples Never Fall : Lucia Fortino (Katrina Lenk) (mini-série)
- 2024 : Sexe Intentions : CeCe Carroway (Sara Silva)
- 2024-2025 : Matlock (en) : Olympia Lawrence (Skye P. Marshall (en))
- 2025 : Mid-Century Modern : Penny Newton-Breene (Stephanie Koenig (en)) (saison 1, épisode 7)
- 2025 : Paradis City : Fredrika (Julia Ragnarsson)

#### Séries d'animation
- 1999-2000[n 17] : Monster Rancher : Holly
- 2003 : Jasper le pingouin (de) : Emma (création de voix)
- 2003 : Les Hydronautes : Neptuna et l'interprète du générique (création de voix)
- 2003-2006 : Teen Titans : Les Jeunes Titans : Jinx
- 2004-2008 : Batman : l'inspecteur Ellen Yin
- 2005 : Skyland : Hanako (création de voix)
- 2005-2007 : Juniper Lee : Juniper Lee (voix chantée)
- 2005-2008 : Ben 10 : l'Enchanteresse, Kevin 11 (1re voix), Rojo (1re voix), Myaxx, Kai et Gwen Tennyson adulte (épisode 27)
- 2005 : Mes parrains sont magiques : Tootie (2e voix)
- 2007-2015 : Phinéas et Ferb : Lyla Lolliberry & Chloé
- 2008 : Le Club des cinq : Nouvelles Enquêtes : Courtney
- 2008-2010 : Ben 10: Alien Force : Gwen Tennyson
- 2008-2011 : Batman : L'Alliance des héros : Black Canary[19], la Chasseresse, Platine, Alanna, Mera, Talia al Ghul[n 18] et divers personnages
- 2008-2011 : Super Bizz ! : Bessie Higgenbottom
- 2008 : Les Pingouins de Madagascar : Darla
- 2010 : La Panthère rose et ses amis : voix additionnelles
- 2010-2012 : Ben 10: Ultimate Alien : Gwen Tennyson
- 2010-2022 : La Ligue des justiciers : Nouvelle Génération : Black Canary[n 19], Asami Koizumi[n 20], Red Inferno[n 19] (saison 1, épisode 15), chœurs (saison 1, épisode 21), Ida Berkowitz[n 19] (saison 2, épisode 11) et voix additionnelles
- 2011-2012 : Star Wars: The Clone Wars : la fille (saison 3), K2-B4 (saison 3) et Steela Gerrera (saison 5)
- 2011-2020 : Bubulle Guppies : Molly
- 2012-2013 : Scooby-Doo : Mystères associés : le maire Janet Neetles et voix additionnelles (saison 2)
- 2012-2014 : Ben 10: Omniverse : Gwen Tennyson
- 2013-2014 : Dofus : Aux trésors de Kerubim : Lou (création de voix)
- 2013-2016 : Sanjay et Craig : Megan Sparkles et Sandy Dickson
- 2013-2020 : Les As de la jungle à la rescousse ! : Melina et Marina (création de voix)
- 2013-2024 : Teen Titans Go! : Jinx
- 2014-2015 : Dora and Friends : Au cœur de la ville : voix diverses
- 2014-2021 : Blaze et les Monster Machines : Dr Rashi
- 2015-2018 : DC Super Hero Girls : Wonder Woman et Poison Ivy
- 2016 : Vixen : Black Canary (web-série)
- 2016-2022 : Lastman : Tomie Katana (création de voix)
- depuis 2016 : Bob l'éponge : Margaret Éponge (3e voix, depuis la saison 11) et voix additionnelles
- 2017 : Pete the Cat : la chanteuse
- 2018-2019 : Trolls : En avant la musique ! : Nova la Foudre (voix chantée)
- 2018 : La Légende des Trois Caballeros : Xandra
- 2018-2020 : Les Enfants de Harvey Street : Lottie et Narwalla
- 2018-2022 : Paradise Police : Gina Jabowski et voix additionnelles
- 2018-2023 : Désenchantée : Bunty, la reine Dagmar, l'Archidruidesse, Kissy l'elfe, la Fée et voix additionnelles
- 2019 : Jurassic World : La Légende d'Isla Nublar (en) : Claire Dearing
- 2019-2021 : DC Super Hero Girls : Wonder Woman
- 2019-2021 : Bless the Harts (en) : Jenny Hart
- 2019 : Boy, Girl, etc. : Lena
- 2020 : Tut Tut Cory Bolides (en) : Caroline Pinpom
- 2020 : Kipo et l'Âge des animonstres : Emma / Song Oak
- 2020 : Chien pourri : Podvache et Chanelle (création de voix)
- 2020 : Central Park : Paige Hunter
- 2020-2021 : La Bande à Picsou : Poussinette Canardstein
- 2020-2021 : Ollie et le Monstrosac : Bev
- depuis 2020 : Mush-Mush et les Champotes : ? (création de voix)
- 2021 : Wolfboy et la Fabrique de l'étrange (en) : Nyx / Persistante
- 2021 : Oscar et Malika, toujours en retard : Vivi
- 2021-2023 : Fonce, toutou, fonce ! : Kelly Korgi
- 2021-2023 : Star Wars: The Bad Batch : Depa Billaba (saison 1) et Halle Burtoni (saison 2)
- depuis 2021 : Gabby et la Maison magique : Marine (voix chantée)
- 2022 : Farzar : Val/Mal Casse-ta-gueule
- 2022 : Demon Slayer: Kimetsu no Yaiba : Koinatsu
- 2022 : Kakegurui Twin : Sachiko Juraku
- 2022 : Tales of the Jedi : Yaddle[n 10]
- 2022 : Bugs Bunny Constructeurs : Brenda Buzzard
- depuis 2022 : Batwheels : Poison Ivy
- depuis 2022 : Hamster et Gretel : la Cebolla / Abuelita
- 2023 : Skull Island (en) : Iren
- 2023 : Captain Fall (en) : Liza Barrel
- 2023 : Strange Planet (en) : la propriétaire
- 2023 : Onimusha (en) : Okyo
- 2023 : Tiny Toons Looniversité : B'Shara Bunny
- 2024 : Hazbin Hotel : Rosie
- 2024 : WondLa (en) : Muthr
- 2024 : Sausage Party : Bouff'land (en) : Brenda Bunson[n 9]
- 2024 : Dandadan : ? (version ADN)
- 2025 : Moonrise (en) : Inanna
- 2025 : La Maison de Mickey+ (en) : Hilda

### Jeux vidéo
- 2007 : Spider-Man 3 : inspecteur Jean DeWolfe
- 2008 : Spider-Man : Le Règne des ombres : la Veuve noire
- 2009 : League of Legends : Leblanc
- 2009 : Assassin's Creed II : Rosa et Bianca Riario (DLC Bataille de Forli)
- 2009 : Monstres contre Aliens : Veronica Shapely
- 2009 : La Princesse et la Grenouille
- 2010 : Borderlands : L'Armurerie Secrète du Général Knoxx : Athéna
- 2010 : Final Fantasy XIV : Moenbryda
- 2010 : Batman : L'Alliance des héros : Black Canary, Arisia, Skeets et le Bat-ordinateur
- 2010 : Fable III : Page
- 2011 : DC Universe Online : Whisper A'Daire
- 2011 : Deus Ex: Human Revolution : Megan Reed
- 2011 : Spider-Man : Aux frontières du temps : Mary Jane Watson[n 21]
- 2012 : The Amazing Spider-Man : Whitney Chang
- 2012 : Binary Domain : Lieutenant Rachael Tonwsend
- 2012 : Les Royaumes d'Amalur : Reckoning : énormément de personnages secondaires
- 2013 : Marvel Heroes : la Veuve noire
- 2013 : Killzone: Shadow Fall : Hillary Massar
- 2014 : Borderlands: The Pre-Sequel : Athéna
- 2014 : The Amazing Spider-Man 2 : Whitney Chang
- 2014 : Dragon Age: Inquisition : Josephine
- 2015 : The Witcher 3: Wild Hunt – Blood and Wine : Sylvia Anna (Syanna)
- 2015 : Lego Jurassic World : Claire Dearing[n 10]
- 2015 : Lego Dimensions : Claire Dearing[n 10], Dorothy Gale, P.I.X.A.L., Tina Goldstein
- 2015 : Need For Speed : Robyn
- 2015 : Star Wars Battlefront : voix additionnelles
- 2017 : Prey : Mikhaila Ilyushin
- 2017 : Sniper: Ghost Warrior 3 : Lydia
- 2018 : Detroit: Become Human : voix additionnelles (chapitre : La tour Stratford)
- Jurassic World Evolution : Claire Dearing[n 10]
- 2019 : Apex Legends : Bangalore
- 2019 : Anthem : général Héléna Tarsis
- 2019 : Grid : Kristen
- 2020 : XCOM: Chimera Squad : la commissaire Maloof
- 2020 : Watch Dogs: Legion + (DLC Bloodline) : Skye Larsen
- 2020 : Assassin's Creed Valhalla : Estrid
- 2020 : Marvel's Spider-Man: Miles Morales : voix additionnelles (membres de l'Underground, citoyennes, une auditrice et la journaliste à la fin du jeu)
- 2021 : Ratchet and Clank: Rift Apart : la Mork mécanicienne
- 2021 : Deathloop : Dr Wenjie Evans
- 2021  : Jurassic World Evolution 2 : Claire Dearing[n 10]
- 2022 : MultiVersus : Wonder Woman
- 2023 : Hogwarts Legacy : L'Héritage de Poudlard : Sylvia Pembroke et Lethia Burbley
- 2024 : Suicide Squad: Kill the Justice League : Wonder Woman
- 2024 : Final Fantasy VII Rebirth : Ifalna
- 2025 : Star Wars Outlaws : la vieille Bab, voix additionnelles (DLC A Pirate's Fortune)

### Attractions
- 2019 : Attention Menhir au Parc Astérix : Bonemine

### Direction artistique

#### Films
- 2018 : Cam
- 2023 : Reality

#### Films d'animation
- 2025 : KPop Demon Hunters

#### Séries télévisées
- 2018-2019 : En famille (avec Claire Baradat)
- 2018-2020 : Les Nouvelles Aventures de Sabrina
- 2019 : Sally4Ever (avec Philippa Roche)
- 2019 : Poursuis tes rêves (avec Philippa Roche)
- 2022-2023 : The Winchesters
- 2023 : Luden : Les Rois du quartier rouge (de)
- depuis 2023 : Bookie
- 2024 : Sexy Beast (en)
- 2024 : MILF of Norway (sv)

#### Séries d'animation
- 2022 : Bretzel et les Bébés chiens

### Direction musicale
- 2023 : Lessons in Chemistry
- 2024 : Sexe Intentions

## Voix off
- voix d'habillage de la chaîne Jetix
- du 1er janvier 2023 au 5 janvier 2025 : voix antenne d'Europe 2